# Mutterhaus der DRK-Schwesternschaft Elsa Brändström
Das Mutterhaus der DRK-Schwesternschaft Elsa Brändström in Flensburg-Fruerlund dient als Mutterhaus einer nach Elsa Brändström benannten Schwesternschaft des Deutschen Roten Kreuzes. Es gehört zu den Kulturdenkmalen der Stadt.

## Hintergrund
Am 4. Juni 1948 wurde von zwölf vormaligen DRK-Schwestern der DRK-Schwesternschaften Stettin-Frauendorf und Kurmark in Eberswalde auf dem Schloss Hemmelmark bei Eckernförde die DRK-Schwesternschaft Elsa Brändström e.V. in Gut Hemmelmark gegründet. Der Sitz der Schwesternschaft wurde danach in Flensburg eingerichtet. Das Mutterhaus der Schwesternschaft befand sich in den Anfangsjahren zunächst beim Marinelazarett Flensburg-Mürwik, wo sie in der Krankenpflege eingebunden war. Die Schwesternschaft engagierte sich damals des Weiteren in Burg auf Fehmarn, im Ostseebad Dahme, in Eldagsen / Niedersachsen, in Norden / Ostfriesland, Niebüll, Leck und Eckernförde. Mit der Aufstellung der Bundesmarine in den 1950er Jahren begann wieder die weitgehend militärische Nutzung des Stützpunktes Flensburg-Mürwik. Im Jahr 1953 beschloss die Mitgliederversammlung der DRK-Schwesternschaft Elsa Brändström den Bau eines neuen Mutterhauses sowie eines zugehörigen Feierabendhauses für Ruhestandsschwestern und Räume für Schwesternschülerinnen. 1954 wurde das heutige Mutterhaus der Schwesternschaft in der Mürwiker Straße 2, nahe der Teufelsbrücke, durch den Architekten Georg Rieve realisiert. 1961 wurde dieser Bau, nach einer Planung durch Karl Heinz Sönnichsen, nach Norden verlängert. Das backsteinerne Mutterhaus besitzt ein gaubenbesetztes Satteldach. Der Eingang wird durch eine von Säulen gestützten Kragplatte vor Niederschlag geschützt. Eine verglaster Giebelfrontteil dient dem Treppenhaus zur Belichtung. Heutzutage pflegt und betreut die Schwesternschaft zu Hause, in der Klinik oder vor Ort im Mutterhaus. Im zugehörigen Feierabendhaus der Schwesternschaft sind heute zwanzig betreute Appartements zu finden. Weitere Räumlichkeiten im Mutterhaus werden zudem für Fortbildungen, Teamsitzungen und Mitgliederversammlungen genutzt.